# 甘宗容
甘宗容（1925年—2023年1月16日），别名甘露，女，壮族，广西龙州人，中国女高音歌唱家、声乐教育家，曾任广西艺术学院院长、教授，中国音乐家协会理事，中国音乐家协会广西分会副主席，第六、七届全国人大代表。